# فورد آراس۲۰۰
فورد آراس۲۰۰ (Ford RS۲۰۰) خودرویی است که در سال‌های ۱۹۸۴–۱۹۸۶تولید شده‌است.
این خودرو در کلاس خودرو اسپورت قرار گرفته، طراحی آن موتور وسط، خودرو چهار چرخ محرک بوده است.